# خوسيه ميلا ذ فيداوري
خوسيه ميلا ذ فيداوري (بالإنجليزية: José Milla y Vidaurre) (و. 1822 – 1882 م) هو كاتب عمومي، وكاتب من غواتيمالا ولد في مدينة غواتيمالا.

## معرض صور

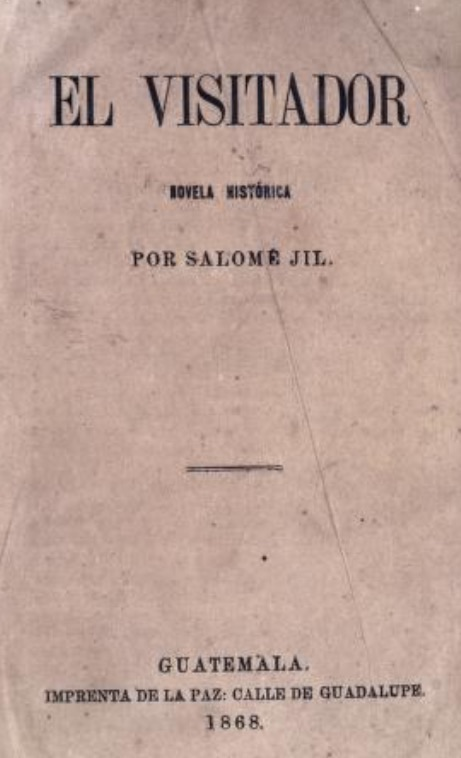
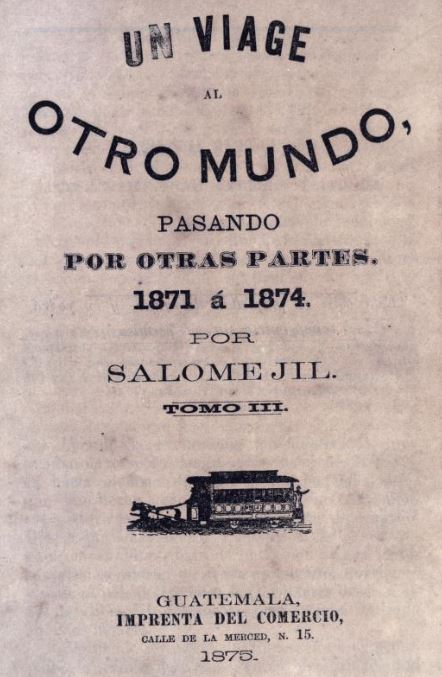
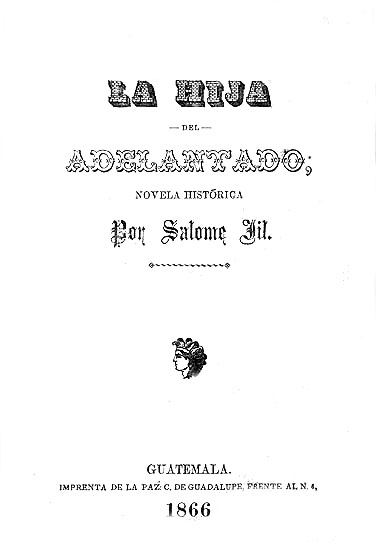